# 신성희
신성희(1970년 3월 24일~)는 조선민주주의인민공화국 양궁 선수로, 1992년 하계 올림픽에 참가했다.